# Snells Beach
Snells Beach – miasto w Nowej Zelandii. Położone w północno-zachodniej części Wyspy Północnej, w regionie Auckland, 3393 mieszkańców. (dane szacunkowe – styczeń 2010).